# Marie-Thérèse d'Autriche (1767-1827)
Pour les articles homonymes, voir Marie et Marie-Thérèse d'Autriche.
Titre
Reine consort de Saxe
5 mai 1827 – 7 novembre 1827
(6 mois et 2 jours)
Marie-Thérèse d'Autriche est née à Florence le 14 janvier 1767 et morte à Leipzig le 7 novembre 1827 . Fille de l'empereur Léopold II et de Marie-Louise de Bourbon, infante d'Espagne, et à ce titre archiduchesse d'Autriche, elle devint en 1827 reine consort de Saxe aux côtés de son époux Antoine Ier de Saxe, veuf de Marie-Caroline de Savoie.
Quatre enfants sont nés de cette union célébrée en 1787 :
- Marie-Ludovica de Saxe (14 mars 1795 - 25 avril 1796) ;
- Frédéric-Auguste de Saxe  (mort-né le 5 avril 1796) ;
- Marie-Jeanne de Saxe (5 avril 1798 - 30 octobre 1799) ;
- Marie-Thérèse de Saxe (mort-née le 15 octobre 1799).